# Block 10 (KZ Auschwitz)

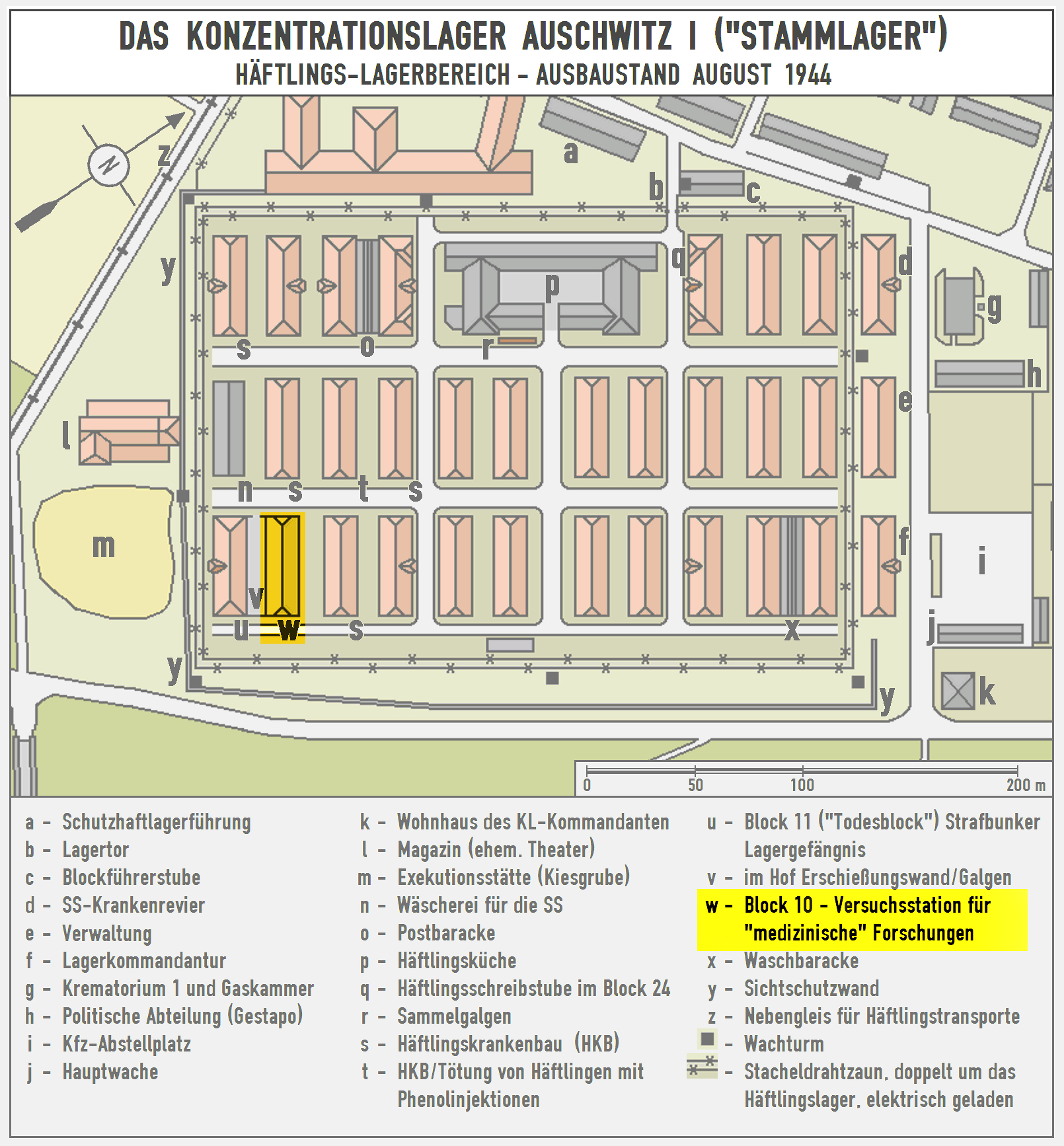
Stammlager: Lage des Blocks 10 (gelb markiert)

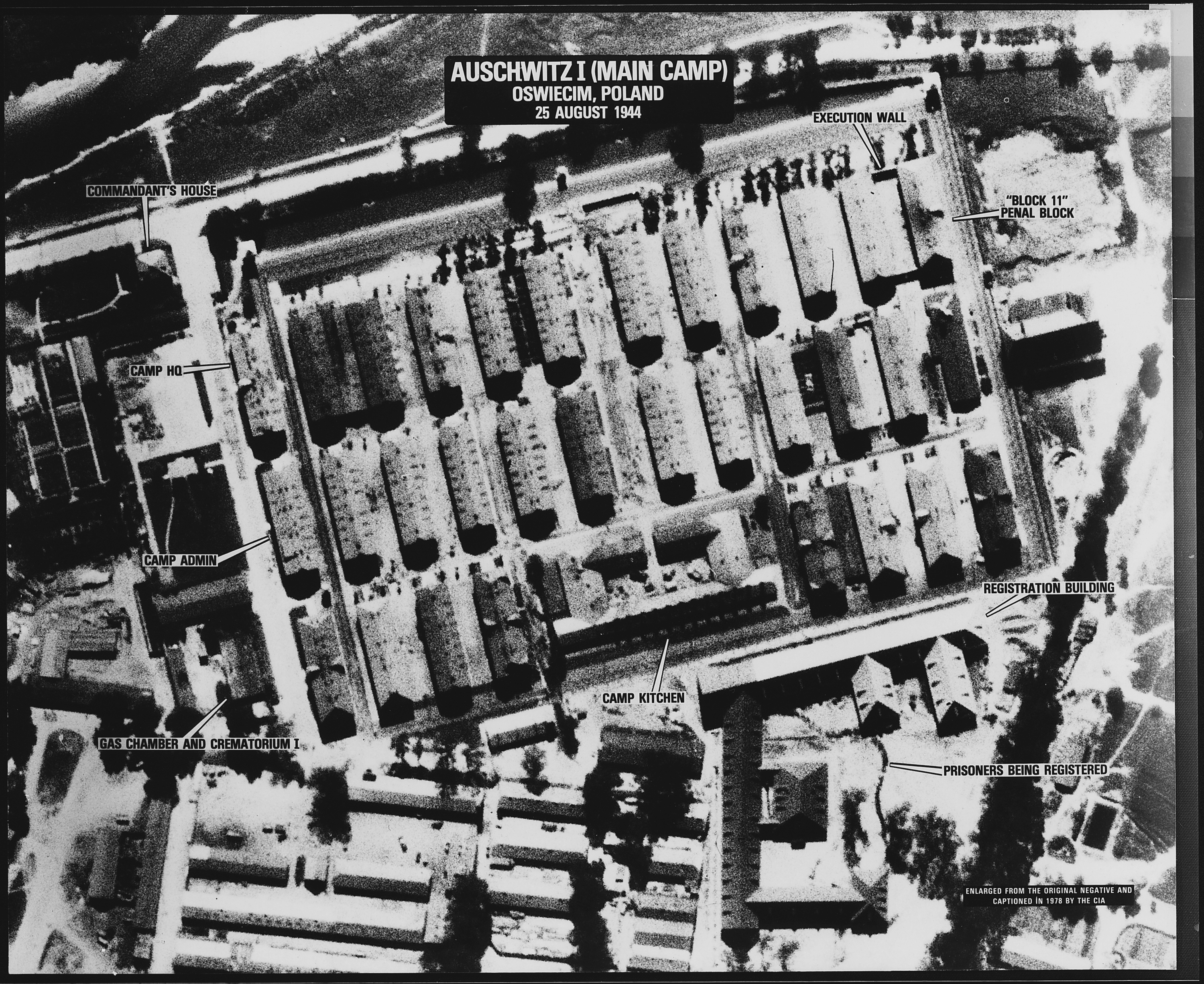
Block 10 oben rechts im Bild, Aufnahme von August 1944

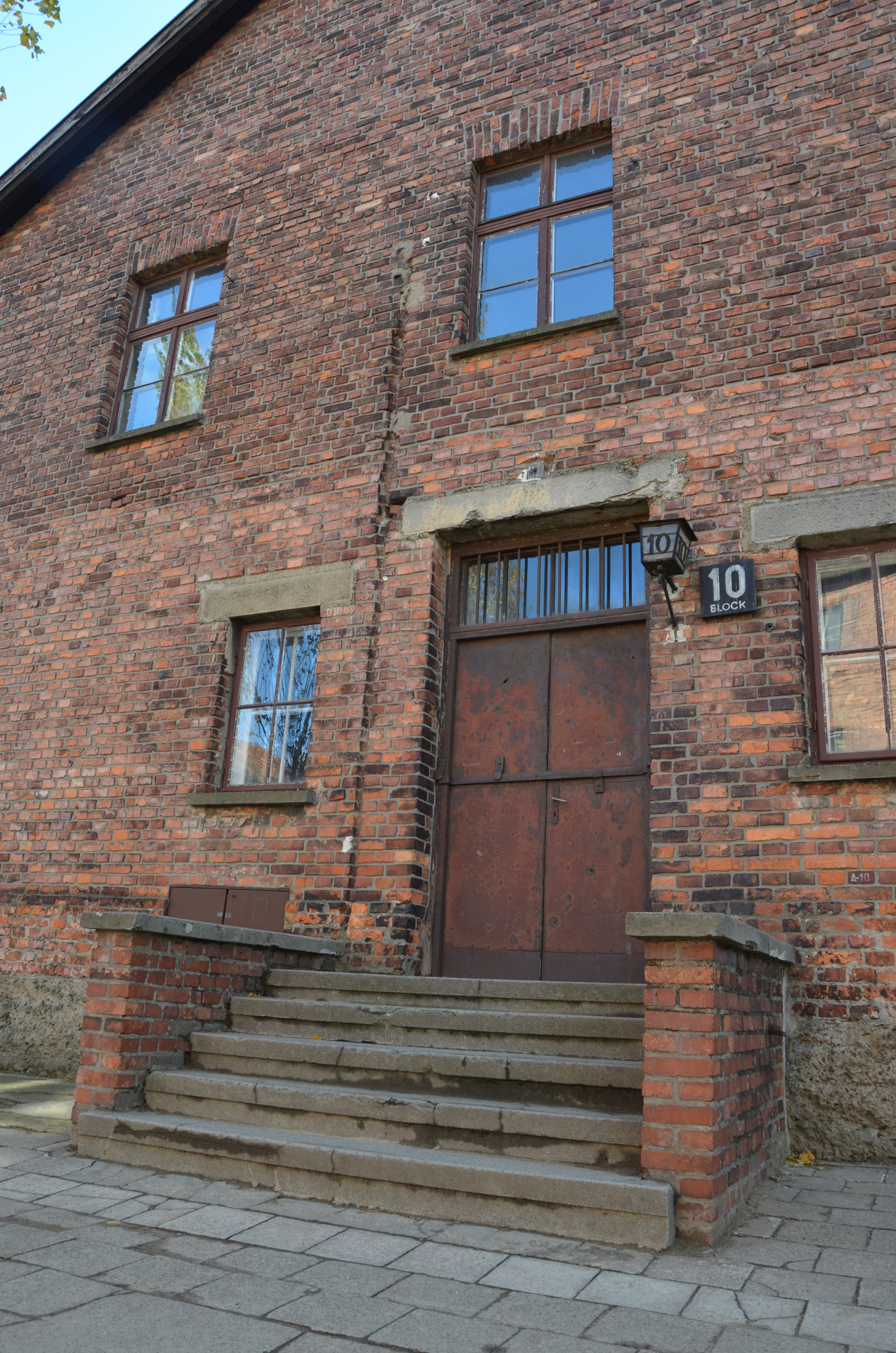
Block 10, Aufnahme von Oktober 2018

Als Block 10 wird ein Gebäudekomplex im Stammlager des KZ Auschwitz bezeichnet, der ab 1943 als Versuchsstation für „medizinische“ Forschungen diente.

## Standort
Block 10 lag direkt neben Block 11 mit dem Lagergefängnis und war vom Rest des Lagers isoliert. Zutritt war nur befugten Personen gestattet.
Zwischen Block 10 und Block 11 befand sich ein Hof und an dessen Kopfende eine Mauer mit einem Kugelfang – in der Lagersprache als Schwarze Wand bezeichnet –, an der Exekutionen an Häftlingen vollzogen wurden. Durch die räumliche Nähe wurden die Gefangenen beider Blocks zu Ohrenzeugen von Erschießungen.

## Nutzung vor 1943
Von 1940 bis 1942 wurde Block 10 zusätzlich zu den Baracken für die Unterbringung der Lagerinsassen genutzt. Vorübergehend waren 1941 dort sogenannte Erziehungshäftlinge untergebracht. Im Jahr 1942 wurden für einige Monate Frauen einquartiert, bis die Räume Ende des Jahres mit medizinischem Gerät für die Einrichtung einer gynäkologischen Abteilung ausgestattet wurden. Im April 1943 wurden die Räume dem Gynäkologen Carl Clauberg zur Verfügung gestellt, der als „weltweit führende[r] Reproduktionsmediziner“ galt.

## Nutzung nach 1943
Die in Block 10 untergebrachten Frauen wurden von den dort tätigen Medizinern Carl Clauberg, Eduard Wirths und Horst Schumann für deren Menschenversuche missbraucht.
Der Kulturwissenschaftler Hans-Joachim Lang veröffentlichte 2011 unter dem Titel Die Frauen von Block 10. Medizinische Versuche in Auschwitz ein Buch, für das er Zeitzeuginnen gewinnen konnte, ihre Geschichte zu erzählen. Sein Buch wurde in mehrere Sprachen übersetzt (finnisch, polnisch und tschechisch) und erschien im Jahr 2018 in überarbeiteter Neuauflage.
Im Februar 2012 berichtete Uwe Stolzmann in Deutschlandfunk Kultur über das Buch von Lang unter dem Titel Labor des Grauens. Im Juni 2012 berichtete das Magazin Der Spiegel über Block 10.
Im Jahr 2019 entstand unter der Regie von Sonya Winterberg und Sylvia Nagel der Film Medizinversuche in Auschwitz. Clauberg und die Frauen von Block 10, der im Januar 2020 auf Arte ausgestrahlt wurde.
Clauberg hatte in Kooperation mit der Schering-Kahlbaum AG unter anderem Hormonpräparate entwickelt und war einer der Väter der Antibabypille. Seine „Arbeiten zur Geburtenregelung und Unfruchtbarkeit sind bis heute Teil des medizinischen Kanons – ohne jedoch den Bezug zu seinen Medizinversuchen in Auschwitz herzustellen“, so die ARD im Begleittext zum Film.
Während Clauberg sich bei seinem Prozess in der Sowjetunion 1947/1948 schuldig bekannte, habe er bei dem 1955 in Deutschland eingeleiteten Ermittlungsverfahren geleugnet und behauptet, er habe „Frauen nur geholfen und gerettet“ − so die österreichische Tageszeitung Der Standard.
Das Internationale Auschwitz Komitee veröffentlichte in seinen Nachrichten aus Auschwitz den Bericht einer Zeitzeugin unter dem Titel 8. Dezember 1944: Ein Tag auf der Versuchsstation des Dr. Clauberg.

## Gedenktafel

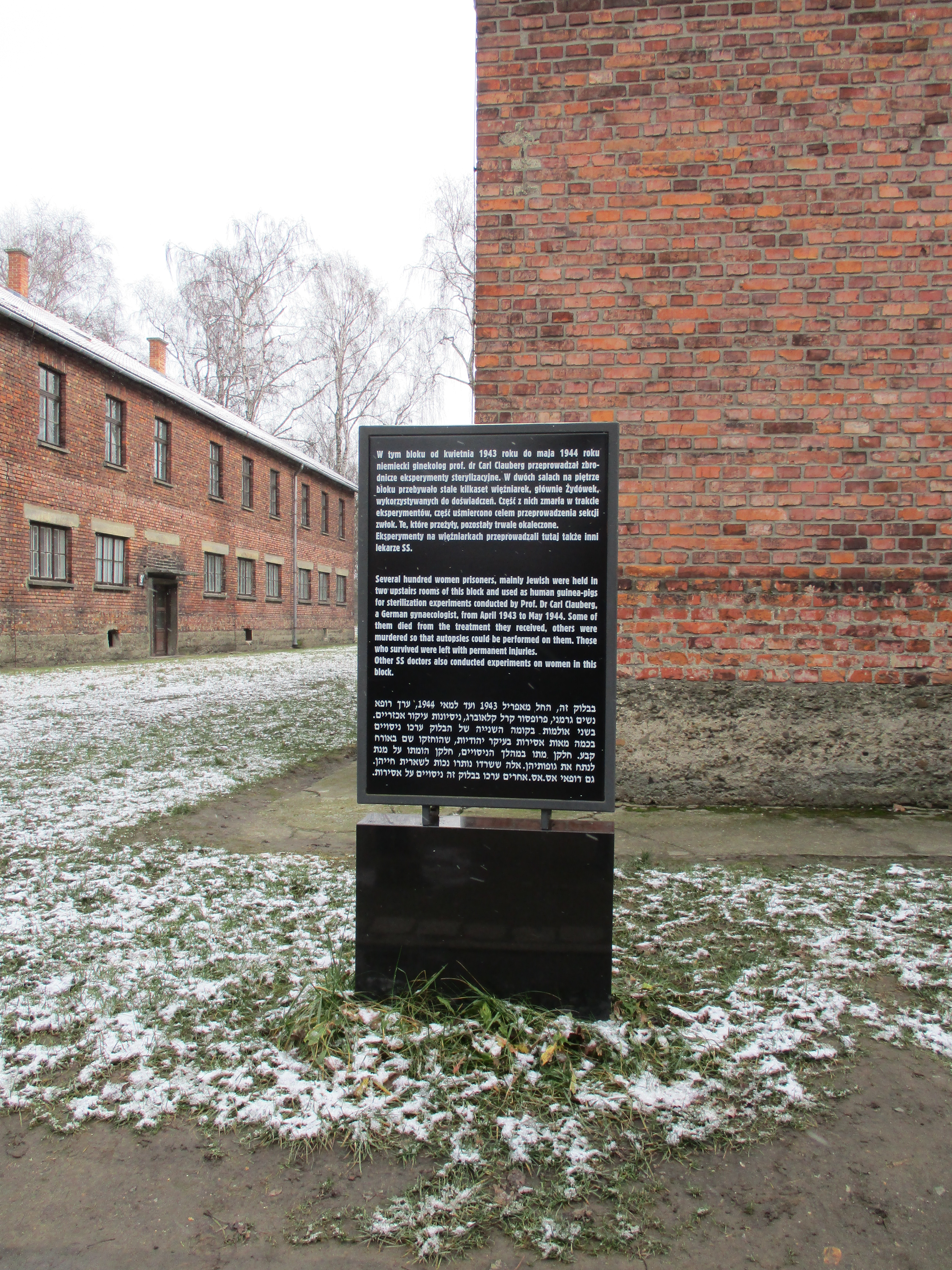
Gedenktafel an Block 10

Eine Gedenktafel erinnert in polnischer, englischer und hebräischer Sprache an die Verbrechen durch Clauberg, begangen von April 1943 bis Mai 1944. Einige der Opfer seien an der Behandlung, die ihnen widerfuhr, gestorben. Andere seien ermordet worden, um Autopsien an ihnen vorzunehmen. Die Überlebenden trugen dauerhafte Schäden davon. Weitere SS-Ärzte hätten in diesem Block Experimente an Frauen vollzogen.